# 赵牧阳
赵牧阳（1967年12月20日—），中国知名民谣鼓手、创作歌手，曾为许巍、窦唯、张楚、鲍家街43号、超载等乐队和音乐人担任鼓手。1992年发行专辑《牧阳流浪》，曾被称为“传奇鼓王”、“中国流行民谣第一人”。哥哥为知名民谣歌手赵已然。